# Dammsjön (Linde socken, Västmanland, 661203-146894)
Dammsjön är en sjö i Lindesbergs kommun i Västmanland och ingår i Norrströms huvudavrinningsområde.